# René-Pierre Enjubault de la Roche
René-Pierre Enjubault de la Roche, né à Laval en 1764 et guillotiné à Paris le 12 ventôse an II (1794), homme politique français.

## Biographie

### Origine
Issu d'une famille notable, les Enjubault, de la région de Laval, il est le fils de René Enjubault de la Roche. Plusieurs membres de sa famille participèrent à la Révolution française[réf. incomplète]. 
Il étudie les humanités à Laval, le droit à Rennes, et il est reçu avocat au siège ordinaire à Laval le 6 novembre 1784, succédant à son père comme avocat fiscal, maître des eaux et forêts et procureur de la chambre des comptes du Comté de Laval le 24 mai 1787.

### Révolution française
Après la suppression des juridictions seigneuriales, il s'établit avoué près le tribunal du district de Laval, devint procureur syndic de la commune, puis, le 5 juillet 1790, procureur général syndic du département. 
La famille Enjubault gouverne Laval[réf. incomplète]. 
« Le père est président du tribunal, écrivent ses ennemis à François Chabot ; son fils est procureur syndic du département ; le frère du premier et l'oncle du deuxième est à la tête de la gendarmerie ; le cousin Sourdille, dit La Valette, est procureur syndic du district et chargé de ce qui regarde les émigrés. Ces quatre hommes font la pluie et le beau temps dans ce pays. »
Longtemps exécuteur sévère ou inspirateur des mesures de rigueur, spécialement contre le Clergé réfractaire, il fut pourtant, au commencement de 1793, taxé déjà de modérantisme et blâmé par le Ministre de l'intérieur pour avoir réuni aux chefs-lieux de district les hommes de la Levée en masse[réf. nécessaire]. 
Il se disculpe dans une lettre assez vive au ministre, le 24 février 1793. Le 13 avril 1793, il eut encore le courage de faire connaître à Joseph Fouché, commissaire à Nantes, la situation navrante du département de la Mayenne, où les paysans réduits au désespoir abandonnaient leurs foyers et laissaient leurs champs sans culture[réf. nécessaire]. 

### Fédéralisme
A la tête de toutes les administrations, les Enjubault entraînèrent au mouvement fédéraliste dont l'échec amena leur perte[réf. incomplète]. 
La part active qu'il prit aux Insurrections fédéralistes acheva de compromettre et de perdre le procureur syndic. Objet d'un mandat d'arrêt du général Jean-Michel Beysser, il quitta précipitamment Laval avec son cousin Pierre-Jean Sourdille de la Valette, prévenant son père par une lettre qu'il termine en disant qu'il ne demande qu'une chose : ne pas être condamné sans avoir les moyens de se défendre. Les deux fugitifs cherchèrent un asile dans l'armée, s'enrôlèrent dans le 2e régiment de dragons, dont le dépôt était à Compiègne, et allaient rejoindre leur régiment à la frontière lorsqu'ils furent arrêtés le 11 janvier 1794[réf. nécessaire]. 

### Arrestation
Ils furent arrêtés en vertu d'un ordre du Comité révolutionnaire de Laval, emprisonnés à la Prison des Carmes à Paris, poursuivis jusque-là par René-François Bescher, Leroux et autres terroristes lavallois, qui, au lieu des pièces qu'ils réclamaient pour leur défense, adressèrent à Antoine Fouquier-Tinville de nouvelles charges, réclamant leur condamnation et leur exécution à Laval[réf. incomplète]. Pour René-François Bescher et son Comité révolutionnaire de Laval c'était presque une déception. C'est à Laval, sous leurs yeux, qu'ils voulaient voir juger et exécuter leurs ennemis. Appuyés par François-Joachim Esnue-Lavallée, ils écrivirent au comité de sûreté générale et au conventionnel Didier Thirion, à la Société des Sans-culottes pour obtenir le transfert de leurs victimes (30 janvier 1794). On ne leur répondit que par l'ordre d'envoyer à Antoine Fouquier-Tinville les pièces nécessaires au procès, entre autres le registre des délibérations administratives annoté par René-François Bescher.[réf. nécessaire]. 
Le 25 pluviôse an II (13 février 1794), le Comité de sûreté générale de Paris écrit au procureur Fouquier-Tinville : « Je m'empresse de vous annoncer que René Enjubault et Sourdille ont été arrêtés à Compiègne et incarcérés à la Conciergerie. Ils étaient tous deux en cette ville au 2e régiment de dragons. » Le 14 février 1794, Enjubault subit un interrogatoire au palais de justice, avoua qu'au commencement de juin 1793, il avait « fait les fonctions de sa charge dans une assemblée des administrateurs de Laval pour protester contre les actes de la Convention, mais qu'il n'avait pas engagé les citoyens à s'enrôler et à partir pour le Calvados. ». Le 19 février 1794), les administrateurs du département de la Mayenne écrivent à Fouquier-Tinville qu'en réponse à sa lettre, ils vont lui envoyer toutes les pièces « qui constatent jusqu'à l'évidence la conspiration des deux détenus ». L'envoi eut lieu les 21, 23 et 25 février[réf. incomplète].
Les deux prisonniers écrivent de leur côté aux juges du Tribunal révolutionnaire de Paris : « qu'ils ont eu le malheur de signer les arrêtés fédéralistes » mais qu'ils ont expié leur faute en s'engageant au 2° dragons. Ils demandent sursis pour préparer leur défense. Leur tentative fut inutile, car Joseph Moreau du Boulay, greffier du juge de paix de Laval, chargé par le citoyen Josse, chez lequel il travaillait, d'aller à la municipalité réclamer communication des pièces jugées nécessaires pour la justification des deux accusés, ne put rien obtenir malgré la promesse que lui avait faite le maire François Lepescheux-Dauvais[réf. incomplète].
Le 2 mars 1794, il parut avec Pierre-Jean Sourdille de la Valette devant le Tribunal révolutionnaire de Paris ; tous deux furent condamnés et exécutés le même jour. Antoine Fouquier-Tinville en donna avis aux administrateurs de Laval[réf. nécessaire]. 